# Bugz
Karnail Paul Pitts, znany jako Bugz (ur. 5 stycznia 1978, zm. 21 maja 1999 w Detroit) – amerykański raper i członek grupy D12.

## Dyskografia

### Solo
- 1999 - These Streets EP

### D12
- 1997 - The Underground EP